# Elektra
Elektra最初是Opera 4.0版本的開發代号。实际上，Opera 3.5版到6.1版所使用的都是相同的排版引擎，只是当时没有排版引擎这样的概念。Opera软件公司首次官方稱為排版引擎的是在随7.0版发布的Presto。但是由于Elektra的代号深入人心，而且普遍存在以为Elektra是Opera 4至6版的排版引擎的誤解，在这种情况下，Opera公司選擇顺应民意，改寫了软件历史，正式确认Elektra作为排版引擎名称的地位，也就是當初3.5版所啟用的引擎。